# Peritoneale dialyse
Peritoneale dialyse (ook wel: buikspoeling) is een dialysemethode waarbij het eigen buikvlies (peritoneum) van de patiënt wordt gebruikt als membraan waardoor de afvalstoffen worden opgenomen door de dialysevloeistof. Hiertoe wordt de dialysevloeistof in de buikholte gebracht via een katheter waarna het diffusieproces zich in enkele uren voltrekt. Vervolgens wordt de vloeistof in een uitloopzak opgevangen, en begint het proces opnieuw. Naast deze methode, die ook wel continue ambulante peritoneale dialyse of CAPD wordt genoemd, is er ook automatische peritoneale dialyse (APD). In deze dialysemethode wordt de buikkatheter 's nachts aan een apparaat (de cycler) gekoppeld, waarna de buikspoeling automatisch wordt uitgevoerd. Deze methode duurt ca. 8 tot 12 uur, en heeft dus invloed op het slaapritme van de patiënt.
Deze vorm van dialyse is opgenomen in de lijst van essentiële geneesmethoden van de WHO.

## Peritoneale dialyse
Met peritoneale dialyse wordt het buikvlies als semipermeabele membraan ingezet. Spoelvloeistof wordt hierbij in de buikholte gebracht via een katheter. Deze vloeistof verblijft enige tijd in de buikholte en komt op deze manier in contact met het buikvlies. Zo ontstaat een uitwisseling tussen spoelvloeistof en bloed, dat zich in de bloedvaten onder het buikvlies bevindt. In de spoelvloeistof zit glucose, waardoor deze een aanzuigende werking heeft. Hierdoor zal vanuit het bloed vocht met zouten, zuren en afvalstoffen aan de spoelvloeistof worden afgegeven.

### Voordelen
De voordelen ten opzichte van hemodialyse is dat de samenstelling van het bloed minder schommelingen vertoont en dus stabieler is. Daarnaast kan peritoneale dialyse ambulant worden toegepast (bijvoorbeeld thuis). Mensen hebben hierdoor meer vrijheid en zijn minder afhankelijk van een dialyse-afdeling.

### Complicaties
De volgende complicaties kunnen optreden:
- Buikvliesontsteking
- Problemen met de katheter of de plek waar de katheter in de buik gaat (katheterpoort), zoals lekkage, jeuk of irritatie
- Aantasting van het buikvlies. Op termijn vindt dit altijd plaats bij peritoneale dialyse. Uiteindelijk zorgt dit ervoor dat het effect minder wordt en dialyse op deze manier niet meer mogelijk is.

### Vormen
Van peritoneale dialyse bestaan verschillende vormen:
1. Continue ambulante peritoneale dialyse (CAPD): hierbij vindt de peritoneale dialyse 24 uur per dag plaats. Bij deze vorm van dialyse wordt geen machine gebruikt. Vier of vijf keer per dag wordt 2 a 2,5 liter spoelvloeistof gewisseld. De laatste wisseling vindt voor het slapen plaats zodat ook 's nachts uitwisseling plaatsvindt.
2. Day-time-ambulante peritoneale dialyse (DAPD): het verschil met CAPD is dat er 's nachts geen spoelvloeistof in de buikholte achterblijft. Ook wordt er geen machine gebruikt voor de wisselingen. Deze vorm wordt zelden meer gebruikt.
3. Automatische peritoneale dialyse of ambulante peritoneale dialyse (APD): hierbij vinden de wisselingen 's nachts door middel van een machine (de 'cycler') plaats. De laatste wisseling vindt 's morgens plaats zodat ook overdag uitwisseling plaatsvindt.
4. Nachtelijke intermitterende peritoneale dialyse (NIPD): het verschil met APD is dat er overdag geen spoelvloeistof achterblijft in de buikholte.
5. Tidal-volume-peritoneale dialyse (TPD): hierbij blijft tijdens de wisseling altijd een bepaalde hoeveelheid spoelvloeistof in de buikholte achter. Idee is dat ook tijdens de wisseling er nog uitwisseling kan plaatsvinden en er dus geen tijd verloren gaat.
6. Highflux-peritoneale dialyse (HFPD): CAPD met grote wisselvolumina
7. Continuous-flow-peritoneale dialyse: combinatie van CAPD en APD. Dus 's nachts wisselen met de machine, overdag wisselen zonder machine.

## Schematische weergave

Dialyseproces
Stellage
Inbreng spoelvloeistof
Diffusieproces (vers)
Diffusie (afval)
Drainage in uitloopzak